# Clifton Springs
Clifton Springs és una població dels Estats Units a l'estat de Nova York. Segons el cens del 2000 tenia 2.223 habitants.

## Demografia
Segons el cens del 2000, Clifton Springs tenia 2.223 habitants, 869 habitatges, i 530 famílies. La densitat de població era de 596 habitants/km².
Dels 869 habitatges en un 31,3% hi vivien nens de menys de 18 anys, en un 45,3% hi vivien parelles casades, en un 12,2% dones solteres, i en un 38,9% no eren unitats familiars. En el 34,3% dels habitatges hi vivien persones soles el 20,6% de les quals corresponia a persones de 65 anys o més que vivien soles. El nombre mitjà de persones vivint en cada habitatge era de 2,33 i el nombre mitjà de persones que vivien en cada família era de 3,02.
Per edats la població es repartia de la següent manera: un 23,6% tenia menys de 18 anys, un 6,5% entre 18 i 24, un 27,6% entre 25 i 44, un 21,9% de 45 a 60 i un 20,4% 65 anys o més.
L'edat mediana era de 40 anys. Per cada 100 dones de 18 o més anys hi havia 79,9 homes.
La renda mediana per habitatge era de 36.595 $ i la renda mediana per família de 49.485 $. Els homes tenien una renda mediana de 33.929 $ mentre que les dones 24.250 $. La renda per capita de la població era de 17.238 $. Entorn del 8% de les famílies i el 13,1% de la població estaven per davall del llindar de pobresa.